# Acacías
Acacías là một khu tự quản thuộc tỉnh Meta, Colombia. Thủ phủ của khu tự quản Acacías đóng tại Acacías Khu tự quản Acacías có diện tích 1149 ki lô mét vuông. Đến thời điểm ngày 28 tháng 5 năm 2005, Acacías có dân số 35046 người.